# Духове
„Духове“ (на английски: Ghosts) е американски ситком, който е адаптация на едноименния британски сериал. Премиерата на сериала е излъчена по CBS на 7 октомври 2021 г. През октомври 2021 г. сериалът е подновен за цял сезон. През януари 2022 г. сериалът е подновен за втори сезон, който е излъчен премиерно на 29 септември 2022 г. На 12 януари 2023 г. сериалът е подновен за трети сезон.

## Актьорски състав
- Роуз Макайвър – Саманта „Сам“ Арондекър
- Уткарш Амбудкар – Джей Арондекър
- Брандън Скот Джоунс – капитан Айзък Хигинтут
- Даниел Пинок – Албърта Хейс
- Ребека Уисоки – Хети Удстоун
- Ричи Мориарти – Пийт Мартино
- Ашър Гродман – Тревър Левковиц
- Шийла Каракаско – Сюзан Монтеро „Флауър“
- Деван Чандлър ЛОнг – Торфин „Тор“
- Роман Зарагоса – Сасапис „Сас“

### Гост актьори
- Марк Лин-Бейкър – Хенри
- Лорейн Нюман – Естър, майката на Тревър
- Енрико Колантони – Марк Давънпорт

## В България
В България сериалът се излъчва на 3 януари 2023 г. по „Фокс“, всеки вторник от 22:00 ч. Дублажът е на студио Про Филмс. Ролите се озвучават от Татяна Захова, Елена Русалиева, Димитър Иванчев, Александър Воронов и Александър Митрев. Преводът е на Даниела Христова, а режисьор на дублажа е Анна Тодорова. Тонрежисьори са Детелина Ралчевска и Симеон Липчев.